# WASP-5

WASP-5 és una estrella nana groga de magnitud 12 situada a uns 910 anys llum de la Terra a la constel·lació del Fènix.

## Sistema planetari
Aquesta estrella té un planeta extrasolar WASP-5b detectat pel projecte SuperWASP projecte dins 2007.
| Companya (per ordre des de l'estrella) | Massa           | Semieix major (ua) | Període orbital (dies) | Excentricitat | Inclinació | Radi |
| -------------------------------------- | --------------- | ------------------ | ---------------------- | ------------- | ---------- | ---- |
| WASP-5b                                | 1.637 ±0.082 MJ | 0.02729 ±0.00056   | 1.6284246 ±1.3e-06     | 0             | —          | —    |